# Władysław Gramatyk
Władysław Gramatyk (bułg. Владислав Граматик) (ur. ok. 1430 w Novo Brdo) – bułgarski mnich prawosławny, pisarz, historyk i teolog, uważany za przedstawiciela zarówno literatury bułgarskiej, jak i serbskiej. Jest autorem tekstów oryginalnych, ale głównie zajmował się przepisywaniem, tłumaczeniem i kompilacją tekstów.
Władysław urodził się około roku 1430 w wiosce Novo Brdo (w dzisiejszym Kosowie). Według historyków otrzymał wykształcenie w szkole Konstantyna Kosteneckiego (uważanego za ostatniego przedstawiciela tyrnowskiej szkoły piśmiennictwa). W 1455 roku Władysław przeniósł się do wioski Mlado Nagorichane, położonej na północ od Kumanowa, a następnie do klasztoru u podnóża pasma Skopska Crna Gora, gdzie mieszkał do końca życia. Przebywał również w monastyrze Rilskim, gdzie napisał dzieło o relikwiach Jana Rilskiego.
Jego zbiory rękopisów stanowią kompendium tłumaczeń i oryginalnych tekstów bułgarskich i serbskich powstających między XIII a XV wiekiem.
Język pism Władysława odzwierciedla zarówno bułgarskie cechy morfologiczne i składniowe, jak i serbskie cechy fonetyczne.
Dzieła (w tym tłumaczenia i kompilacje):
- zbiór pism napisanych w okresie od 21 listopada 1456 roku do 11 listopada 1457 roku[2]
- Żywot Konstantyna Filozofa (1469)
- Adrianti, kolekcja złożona z 565 kart (1473)[2]
- Rilski panegiryk ( Рилски панегирик), złożony z około 740 arkuszy (1479)[2]
- Opowieść o translacji relikwii Jana Rilskiego do monastyru Rilskiego (autorskie dzieło Władysława)[3]